# Chacharramendi
Chacharramendi är en ort i Argentina.   Den ligger i provinsen La Pampa, i den centrala delen av landet, 700 km väster om huvudstaden Buenos Aires. Chacharramendi ligger 283 meter över havet och antalet invånare är 226.
Terrängen runt Chacharramendi är platt. Trakten runt Chacharramendi är nära nog obefolkad, med mindre än två invånare per kvadratkilometer..
Omgivningarna runt Chacharramendi är i huvudsak ett öppet busklandskap.